# AEW 파이터 페스트

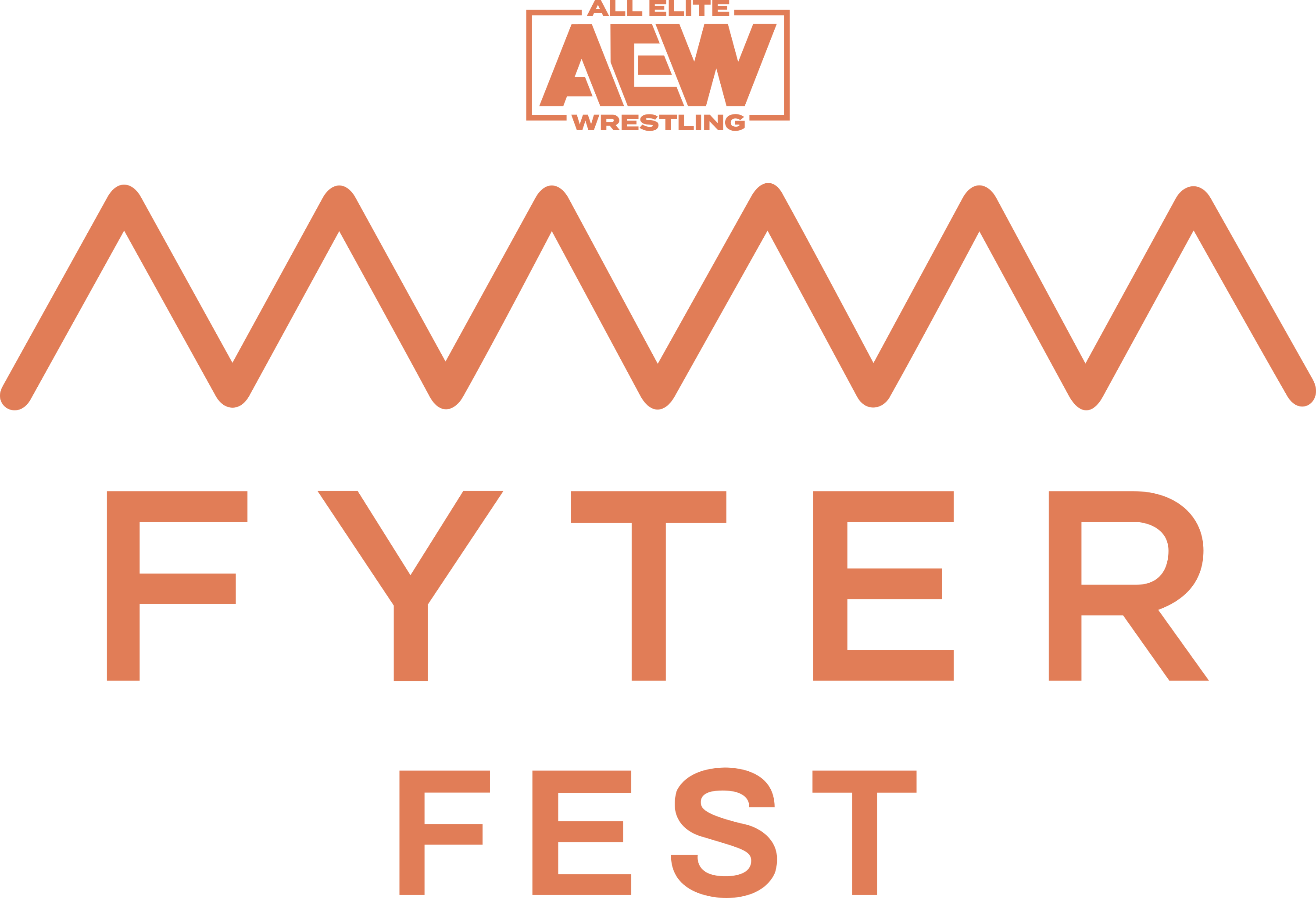

AEW 파이터 페스트(AEW Fyter Fest)는 올 엘리트 레슬링(AEW)이 주최하는 연례 프로레슬링 이벤트이다. 이 행사는 2019년 프로모션을 통해 시작되었으며 여름 동안 진행된다. 첫 번째 이벤트는 6월에 열렸지만 2020년 7월, 2023년 8월로 옮겨졌다. 2020년부터 파이터 페스트는 여러 부문으로 구성된 TV 스페셜로 개최되었다. 행사의 이름과 슬로건, 로고는 사기성 파이어 페스티벌을 패러디한 것이다.
2019년 첫 이벤트는 특별 이벤트로 열렸으며, 2020년과 2021년 이벤트는 AEW의 주간 TV 프로그램인 수요일 밤 다이너마이트의 두 부분으로 구성된 스페셜로 열렸다. 2022년에는 이벤트가 다이너마이트와 수요일밤 램페이지(Friday Night Rampage)의 2주간 방송을 포함하여 4부작 스페셜로 방송되도록 확장되었다. 그 뒤 2023년에는 토요일 밤 콜리전(Saturday Night Collision)을 포함하여 AEW의 3개 주간 쇼에 걸쳐 3부작 이벤트로 축소되었다.

## 역대 파이터 페스트 개최 장소
| 년도            | 개최한 곳    | 경기장                  | 관중수  | 메인 이벤트                                                                                |
| --------------- | ------------ | ----------------------- | ------- | ------------------------------------------------------------------------------------------ |
| 2019년 6월 29일 | 데이토나비치 | 오션 센터               | 5,000명 | 존 목슬리 vs 조이 자넬라                                                                   |
| 2020년 7월 1일  | 잭슨빌       | 데일리 플레이스         | 60명    | 케니 오메가 & 애덤 페이지 vs 베스트 프렌즈 (척 타일러 & 트렌트) (AEW 월드 태그팀 챔피언십) |
| 2020년 7월 2일  | 잭슨빌       | 데일리 플레이스         | 60명    | 크리스 제리코 vs 오렌지 캐시디                                                             |
| 2021년 7월 14일 | 시더 파크    | H-E-B 센터 앳 시더 파크 | 4,680명 | 다비 알린 vs 에단 페이지 (커핀 매치)                                                       |
| 2021년 7월 21일 | 갈랜드       | 커티스 컬웰 센터        | 5,688명 | 존 목슬리 vs 랜스 아처 (IWGP 유나이티드 스테이츠 헤비웨이트 챔피언십, 텍사스 데스 매치)    |

### 목록
- 파이터 페스트 (2019년)
- 파이터 페스트 (2020년)
- 파이터 페스트 (2021년)
- 파이터 페스트 (2022년)
- 파이터 페스트 (2023년)